# Johan Hoghusen
Johan Hoghusen, född 4 april 1634 i Stockholm, död 24 december 1715, var en svensk friherre, ämbetsman och landshövding.

## Biografi

### Tidigare år
Efter flera kamerala uppdrag blev Johan Hoghusen 1674 befordrad till kommissarie i reduktionskollegium. Under svensk-danska kriget var Hoghusen generalproviantmästare vid skånska armén, en uppgift som han trots svårigheter på grund av snapphanarnas verksamhet skötte förtjänstfullt. 1677 adlades han med bibehållandet av sitt namn och utnämndes till krigskommissarie i krigskollieget. Efter freden 1679 kom Hoghusen att med framgång delta i indelningsverkets organisation. 1685 utnämndes han till krigsråd. 1696 upphöjdes han till friherre. 

### Senare år
Han förefaller utifrån bevarade promemorior ha varit en viktig rådgivare till Karl XI i krigsorganisationsfrågor. 1696 upphöjdes han i friherrligt stånd. 1695 utnämndes han till landshövding över Stockholms och Uppsala län samt till ståthållare på Uppsala slott. Han kom att inneha landshövdingeämbetet i Uppsala ända fram till året före sin död 1714. Johan Hoghusen låg bakom den kartläggning av Uppsala stad som gjordes kort före branden 1702.

## Privatliv
Johan Hoghusen var son till den från Westfalen stammande borgaren och vinhandlaren Johan Hoghusen eller Hochhausen von Stinerhausen och hans hustru Gertrud Huusman. Han var bror till Henrik Hoghusen.
Johan Hoghusen avled i Stockholm och begravdes i Riddarholmskyrkan.